# Turbo-Code
Turbo-Codes sind eine Gruppe fehlerkorrigierender Block- oder Faltungscodes, welche in der digitalen Signalverarbeitung zur gesicherten Datenübertragung verwendet werden, beispielsweise auf Satelliten-Übertragungsstrecken. Sie wurden 1992 von Claude Berrou patentiert, damals beschäftigt bei der France Telecom, und  1993 zusammen mit weiterführenden Arbeiten gemeinsam mit Alain Glavieux und Punya Thitimajshima veröffentlicht.
Die Entwicklung der Turbo-Codes war ein großer Fortschritt im Bereich der Kanalcodierung, da mit ihnen ein Verfahren zur Verfügung steht, mit dem die real erreichbare Kanalausnutzung nahe der theoretisch möglichen Kanalkapazität („Shannon-Limit“) liegt. Dies bedeutet, dass die spektrale Effizienz dieser Codes fast maximal ist, also vergleichbar mit dem Low-Density-Parity-Check-Codes (LDPC).

## Allgemeines

Schema eines Turbo-Encoders (TCC)

Schema eines Turbo-Decoders (TCC)

Ein Turbo-Codierer besteht aus mindestens zwei parallel oder seriell geschalteten Codierern für die elementare Codierung. Die elementaren Codierer stellen jeweils für sich einen bestimmten Kanalcode dar. Der erste Codierer erhält die Nutzdaten in unveränderter Form, und dessen Ausgabe wird über einen sogenannten Interleaver, welcher die Datenreihenfolge nach bestimmten Regeln umstellt, an den zweiten Codierer als Eingabe weitergeleitet. Der zweite Codierer liefert, bei nur zwei Codierern, schließlich die zu übertragende Datenfolge.
Entsprechend werden auf Empfängerseite auch mehrere Decodierer in umgekehrter Reihenfolge parallel oder seriell betrieben. Als Besonderheit tauschen diese Decodierer untereinander statistische Informationen zur Fehlerkorrektur aus und führen den Decodierungsprozess iterativ aus, wodurch sich für einen vergleichsweise geringen algorithmischen Aufwand eine sehr leistungsstarke Fehlerkorrektur ergibt. Zwar ist die Anzahl der Decodierer gleich der Anzahl der Codierer, die Anzahl der Iterationen beim Decodierungsprozess ist im Regelfall aber größer als die Anzahl der Decodierer.
Die Informationen, die bei der Decodierung zwischen den einzelnen Decodern über den Interleaver hinweg zusätzlich ausgetauscht wird, wird auch als extrinsische Information bezeichnet und ist eine Wahrscheinlichkeitsaussage darüber, ob eine bestimmte Bitstelle des Codewortes eher logisch-0 oder eher logisch-1 entspricht. Extrinsisch ist daran, dass der Decoder, der diese Information bildet, sie nicht selbst verwendet, sondern an den oder die anderen elementaren Decodierer, welche gemeinsam am verketteten Code beteiligt sind, „weiterreicht“ und für diese Decoder die Information quasi „von außen“ kommt.
Damit verbunden ist, dass ein Turbo-Decoder, und somit auch die einzelnen elementaren Decoder darin, immer mit sogenannter Soft-Decision arbeiten. Im Englischen wird dies auch als Soft-Input Soft-Output oder SISO bezeichnet. Dies bedeutet, die einzelnen Stellen eines Codewortes mit bestimmten Wahrscheinlichkeiten zu verarbeiten.
Durch diese iterative „Rückführung“ von Information zwischen den einzelnen Decodern leitet sich auch die Bezeichnung „Turbo“ ab, welche auf das Funktionsprinzip eines Turboladers und dessen Rückführungsmechanismus zur Leistungssteigerung anspielt. Genau genommen stellt somit nur der Decodierungsprozess das eigentliche Besondere an einem Turbo-Code dar. Der Codierungsprozess hingegen ist nur eine parallele bzw. serielle Codeverkettung von Blockcodes bzw. Faltungscodes mittels eines Interleavers.

## Klassifizierung
Grundsätzlich können im Rahmen eines Turbo-Codes beliebige Komponentencodes eingesetzt werden. Es brauchen auch nicht einheitliche Codierer gewählt zu werden, sondern in der (parallelen bzw. seriellen) Codeverkettung können Codes mit unterschiedlichen Parametern kombiniert werden:
- Beim Einsatz von Faltungscodes spricht man von Turbo-Convolutional-Codes (TCC)
- Beim Einsatz von Blockcodes spricht man von Turbo-Product-Codes (TPC).

Da bei Faltungscodes zur Decodierung relativ einfache, auf der Soft-Decision basierende Algorithmen wie der BCJR-Algorithmus oder der Soft-Output-Viterbi-Algorithmus (SOVA), eine Erweiterung des Viterbi-Algorithmus', zur Verfügung stehen, haben bei den Turbo-Codes vor allem die Turbo-Convolutional-Codes eine größere praktische Bedeutung. Dagegen ist bei den auf Blockcodes basierenden Turbo-Product-Codes eine „Soft-Decision“ seitens des Decoders aufwändiger.

### Turbo-Convolutional-Codes (TCC)
Turbo-Convolutional-Codes sind parallel verkettete systematische Faltungscodes. Die Verkettung erfolgt senderseitig durch mehrfache Kodierung zwischen einzelnen Codierern über eine Einheit zur Verwürfelung (Interleaver). Durch diesen Prozess der Codeverkettung werden die verschiedenen Faltungscodes voneinander dekorreliert, und die einzelnen Stellen hängen statistisch weniger voneinander ab. Es werden auch Verwürfler eingesetzt, welche auf Pseudozufall basieren; sie sind noch Teil von Forschungsarbeiten.
Um bestimmte Coderaten zu ermöglichen, z. B. um eine bestimmte Datenrate genau zu erzielen, werden – meist periodisch – gewisse Codestellen der Komponentencodes punktiert, d. h. nicht gesendet. Dies muss folglich auf Empfängerseite als Auslöschung berücksichtigt werden.
Folgendes Beispiel soll die Punktierung verdeutlichen: Ein Kodierer erzeuge 12 Bit an seinem Ausgang, die übertragen werden sollen. Durch die Punktierung werden z. B. 2 Bits weggelassen. Da jetzt nur 10 Bit übertragen werden müssen, steigt der Durchsatz um 12/10, also um den Faktor 1,2. Die fehlenden zwei Bits erscheinen dem Decoder als zusätzliche Störung und verschlechtern die BER (Bit Error Rate). Es können nicht beliebig viele Bits punktiert werden, da es eine Grenze gibt, bei welcher der Decoder die Information noch rekonstruieren kann.

### Turbo-Product-Codes (TPC)
Turbo-Product-Codes sind seriell verkettet. Als Interleaver kommt meist eine einfache Zeilen-/Spaltenbildung zur Anwendung: Die Datenbits werden in einer Matrix angeordnet. Bei nur zwei Komponentencodes wird der erste Blockcode über alle Zeilen der Matrix gebildet. Daran anschließend bildet der zweite Blockcode die Codewörter über alle Spalten der Matrix.
Erste Arbeiten zu Product-Codes gehen auf Peter Elias aus dem Jahr 1954 zurück. Product-Codes wurden in den 1990er Jahren zu den Turbo-Product-Codes weiterentwickelt. Viele Turbo-Product-Codes sind durch Patente der France Telecom geschützt.

## Anwendungsbeispiele
- In LTE, UMTS und DVB-RCS werden neben Faltungs-Codes auch Turbo-Convolutional-Codes eingesetzt.
- Die ESA-Raumsonden SMART-1 und Rosetta nutzen Turbo-Codes bei der Kommunikation.
- In Funknetzen (WLAN) zur Datenübertragung nach dem Standard IEEE 802.16 im Rahmen von WiMAX werden unter anderem Turbo-Product-Codes verwendet.